# Alpine Electronics
Alpine Electronics, Inc. (アルパイン株式会社?, Arupain Kabushiki-gaisha) è un produttore di sistemi  audio e di navigazione. Fa parte di Alps Electric Co. e la sua sede legale è a Tokyo, ma i suoi uffici principali e la sede vera e propria sono a Iwaki, nella prefettura di Fukushima in Giappone. Altri impianti di produzione di Alpine sono in Cina, Messico, Ungheria, Thailandia e Brasile.
Nel 2006 il 76% delle vendite di Alpine è venuto dalle forniture per il primo impianto OEM, di autoveicoli ad uso privato.
Alpine offre una vasta gamma di articoli, tra cui sistemi car multimedia, amplificatori, altoparlanti e signal processing. Nel 2008 Alpine ha introdotto una linea completa di prodotti specifici per il settore marino.

## Storia
Fondata nel 1967 come Alps Motorola, una joint venture tra Alps Electric e la statunitense Motorola, è diventata Alpine Electronics nel 1978, quando Alps ha comprato le restanti quote della società.
Nel 1984 Alpine acquisì la Luxman, marchio storico giapponese di Hi-Fi high-end all'epoca della Lux Corporation, e tentarono di fondere le due società con una linea di prodotti Alpine/Luxman. Data la differenza notevole nell'uso di materiali e nella filosofia costruttiva, la cosa iniziò a far indebolire la notorietà del marchio Luxman rispetto al nuovo Alpine/Luxman. La Luxman venne ceduta nel 1994.

### Logo
Le cinque strisce nel logo Alpine furono aggiunte nel 1987. Originariamente in blu chiaro in contrasto con il blu scuro del marchio, successivamente monocolore. Le cinque strisce si riferiscono ai cinque valori della filosofia Alpine.

## Prodotti noti e tecnologie

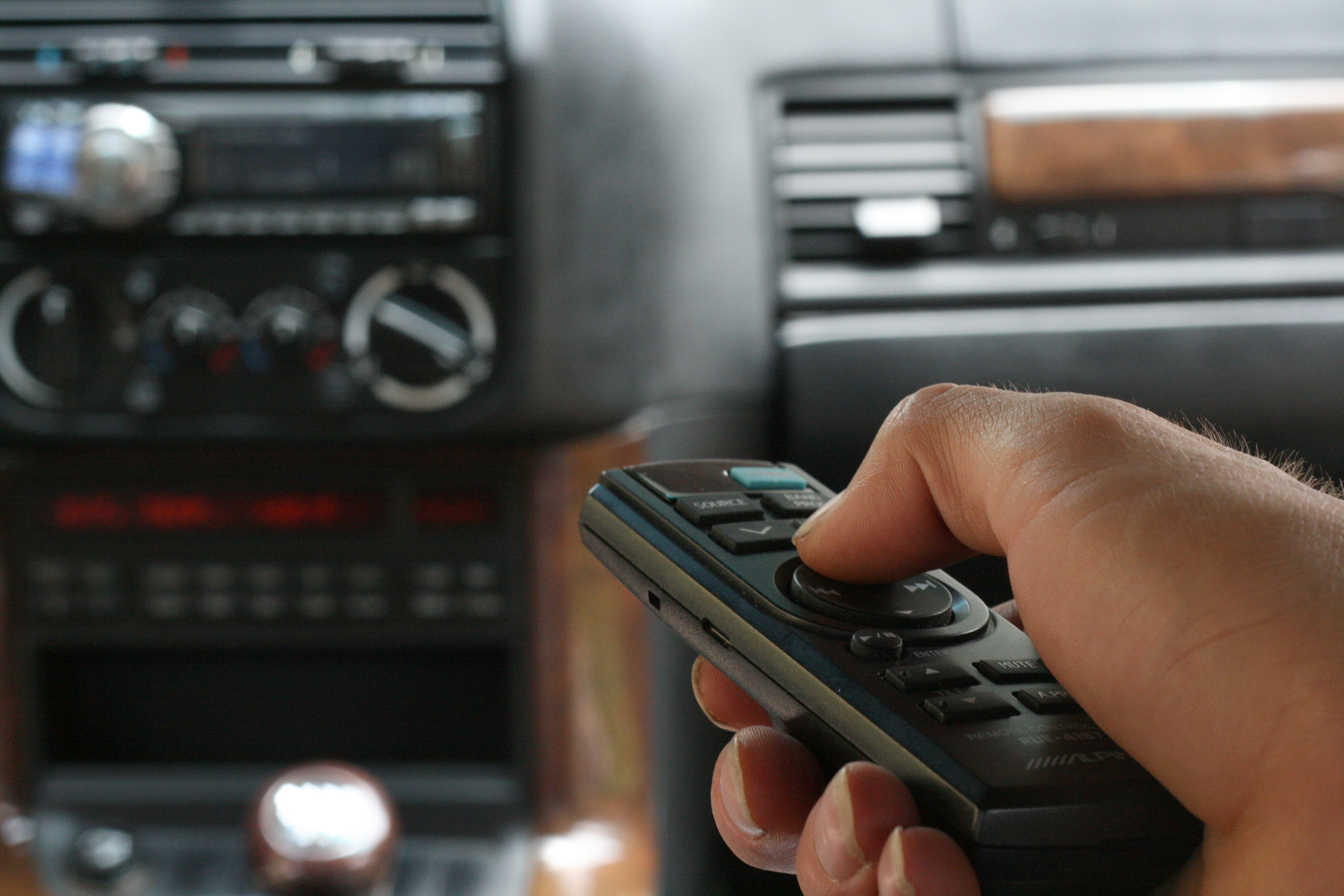
Alpine car audio remote control

- 1981 primo sistema al mondo di automotive navigation system, creato per Honda con nome Electro Gyrocator
- 1982 primo sistema al mondo di equalizzatore pe autoradio
- 1983 Alpine introduce il primo controllo remoto auto security system
- 1984 Alpine introduce il modello 9500 Mobile Cellular Telephone
- 1990 7909 CD Tuner
- 1991 5700 Digital Audio Tape (DAT)
- 1993 7980 sistema autoradio primo al mondo con CD Changer
- 1994 primo al mondo con uso di DDDrive Technology
- 1998 sistema CD Auto Changer più piccolo del mondo
- 2001 primo esempio di monitor basculante Video monitor in plancia per auto
- 2004 primo sistema con Dolby Digital EX[1]
- 2004 Alpine introduce la tecnologia BioLite
- 2004 primo costruttore al mondo a implementare in autoradio l'interfaccia iPod
- 2005 primo amplificatore di potenza Class D MOST per Volvo XC90
- 2007 introduzione di iDA-x001, headunit sviluppata con Apple per iPod
- 2008 introduzione del Imprint sound processor Technology
- 2008 introduzione del IVA-W205R Mobile Media Station
- 2009 introduzione di unità head unit con integrato bluetooth handsfree
- 2011 introduzione del ICS-X8, MirrorLink Mobile Media Station

Altre innovazioni includono Alpine F#1 Status e V12 AccuClass-D come amplificatori di potenza.

## Museo ALPINE

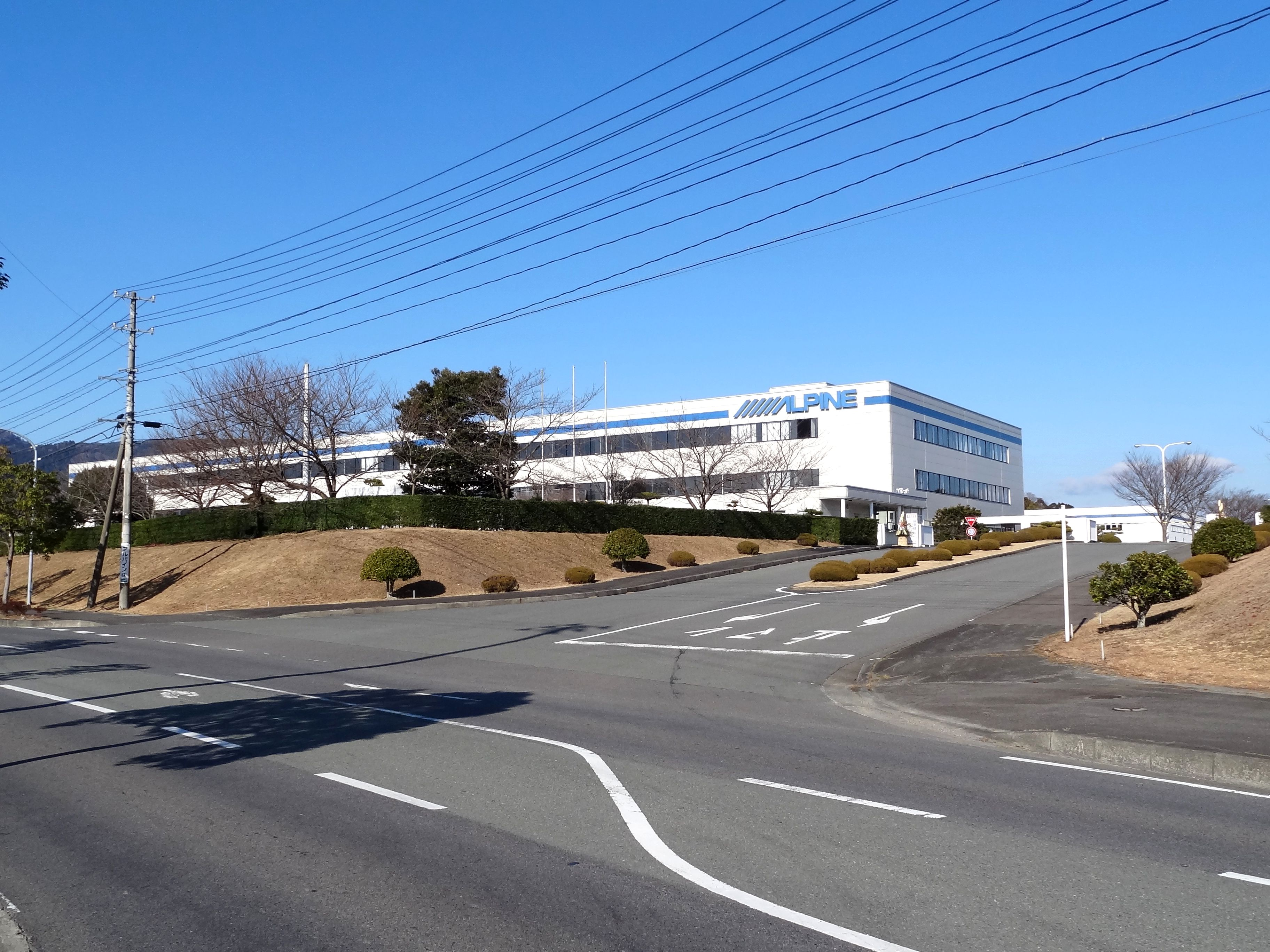
Sede della Alpine Electronics a Iwaki

Al Alpine Museum in Giappone c'è un modello "7307" radio/tape recorder (anno 1981) colpito da un colpo d'arma da fuoco da parte di uno statunitense,  Roger Holdaway della SpeakerWorks (archiviato dall'url originale il 10 agosto 2018). di Orange (California), che sparò con una calibro .45 dalla distanza di circa 120cm. Il cliente, non contento del prodotto giapponese, gli sparò e lo rimandò alla casa madre Alpine. Questo episodio suggerì alla Alpine di investire in ricerca e sviluppo e qualità, spedendo 25 mln di US$ nel centro valutativo di Iwaki.

## Dispositivi Alpine per iPod
Alpine è stato uno dei primi produttori ad introdurre l'interfaccia iPod sui propri prodotti. Alpine introdusse la prima interfaccia aftermarket automobilistico, Interface Adapter iPod (KCA-420i), nel 2004. Nel 2008, Alpine ha introdotto una linea completa per l'integrazione iPod, Digital Media Receiver. Nel 2009 Alpine introduce la prima stazione multimediale double-DIN per iPod, la iXA-W404.

## Alpine BioLite Display
Alpine nel 2004 ha introdotto la tecnologia BioLite per i display dei propri prodotti.

## Navigatori Alpine
Alpine continua lo sviluppo di navigatori per aftermarket e OEM.  Nel 2004 Alpine introduce il modello NVE-N872A. Basato sull'utilizzo di DVD, l'NVE-N872A fu il primo sistema di navigatore satellitare di quarta generazione, che ha vinto il premio J.D. Power quattro volte in sei anni. Nel 2006 Alpine introduce il primo navigatore portatile, PMD-B100. Nel 2008 Alpine introduce il modello PND-K3, all-in-one portatile con interfaccia Bluetooth. Nel 2009 Alpine introduce il modello PND-K3msn con infotraffic.

## Premi
Il modello 1986 Buick Grand National, elaborata da SpeakerWorks di Orange (California), è l'unico veicolo che ha partecipato alla competizione pro-division del circuito National sound-off. La Buick ha vinto il premio Alpine Car Audio Nationals II Pro Unlimited (751 watt e oltre) nel 1988, e il titolo IASCA's Pro unlimited nel 1989, 1990 e 1991 prima del ritiro ad opera del proprietario, Richard Clark. Il sistema audio è composto da cinque amplificatori 3545 e dall'unità centrale 7909.

## Alcuni autoveicoli equipaggiati OEM ALPINE

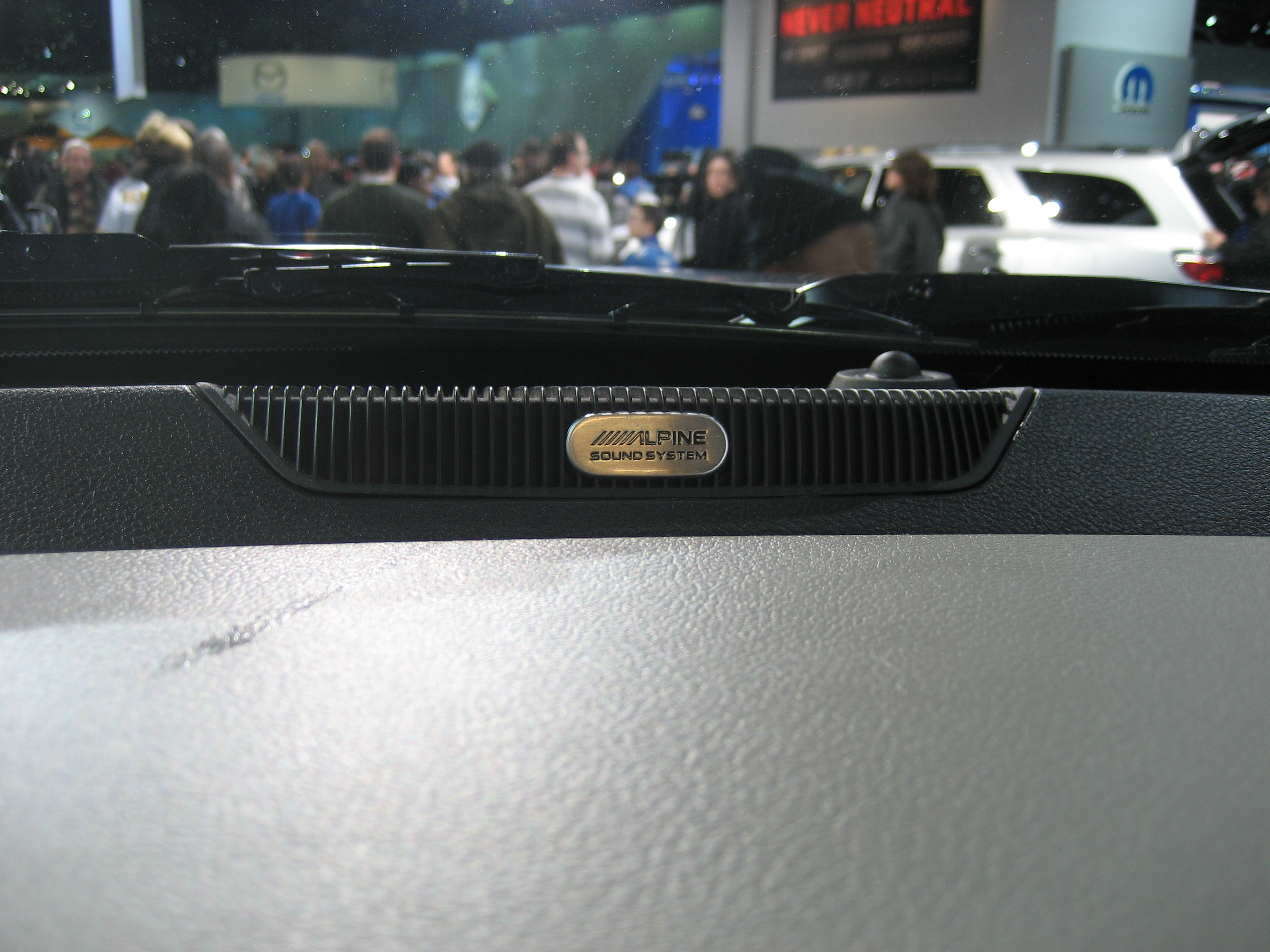
2011 Power Wagon center speaker

Audi A8(D4) (D4) Display, DVD and CD changer
BMW All vehicle lines (CD and DVD changer)
BMW serie 5 Displays
BMW serie 5 Business Navigation & Display
BMW Mini Radio and navigation systems
Dodge Power Wagon sound system
Dodge Viper Sound system
Mercedes S-Class W221 Tuner and amplifier module, disk changers
Mercedes E-Class W211 Head Units, disk changers
Mercedes M/R/GL Class Head Units, Navigation systems, disk changers
Jaguar Screens, Tuner, DVD, Amplifiers
Land Rover Tuner, DVD, Rear Screen Entertainment (RSE)
Aston Martin Amplifier, Speakers, Rear Screen Entertainment (RSE)

## Alpine show cars
- A cavallo degli anni '80 e '90 la Lamborghini venne usata come automobile simbolo per i prodotti Alpine, come il modello Lamborghini Countach, poi la Lamborghini Diablo. La Alpine UK ha una Lamborghini Diablo SE30 Jota gialla usata per le manifestazioni.
- La Alpine of America, Inc., dal 2001, commissiona vetture speciali per l'uso in manifestazioni come:
  - 2001: BMW M3
  - 2002: Acura RSX[3]
  - 2003: Honda Civic[4]
  - 2004: MINI Cooper[5]
  - 2005: BMW X5[6]
  - 2006: BMW 645 (aka Sinister 6)[7]
  - 2007: IMPRINT RLS (Mercedes Benz R500)
  - 2008: 25' V-Bottom Alpine Sport Boat trailered by a 2008 Mercedes-Benz GL550[8]

## Nei media
Nel 1995 James Bond nel pellicola GoldenEye (film) con la sua Aston Martin DB5 utilizzava una Alpine 7817R CD Tuner che simulava l'utilizzo di vivavoce e stampante fax.

## Sponsor
Alpine ha sponsorizzato il team Andretti Green Racing nella IndyCar Series. Dario Franchitti nel 2005 e Marco Andretti nel 2006, Tony Kanaan nel 2007 e 2008.